# Drużynowe mistrzostwa Polski w boksie 1958/1959
Drużynowe Mistrzostwa Polski w Boksie Mężczyzn 1958/1959.

## Tabela I ligi
| Lp. | Zespół                | M  | Pkt | Walki  | Opis              |
| --- | --------------------- | -- | --- | ------ | ----------------- |
| 1   | Legia Warszawa        | 10 | 14  | 125:71 | Mistrzostwo       |
| 2   | BBTS Bielsko-Biała    | 10 | 13  | 122:78 |                   |
| 3   | Prosna Kalisz         | 10 | 11  | 92:108 |                   |
| 4   | ŁTS Łabędy            | 10 | 9   | 75:123 |                   |
| 5   | Zawisza Bydgoszcz (b) | 10 | 8   | 102:98 |                   |
| 6   | Wybrzeże Gdańsk       | 10 | 5   | 80:16  | Spadek do II ligi |

## Źródła
- Historia klubu ŁTS Łabędy